# Aglaonema tricolor
Aglaonema tricolor är en kallaväxtart som beskrevs av ?W.R. Jervis. Aglaonema tricolor ingår i släktet Aglaonema och familjen kallaväxter.
Artens utbredningsområde är Filippinerna. Inga underarter finns listade.